# Irma von Cube
Irma von Cube, född 1899 i Hannover, död 1977 i Los Angeles, var en tysk-amerikansk manusförfattare. Hon inledde sin karriär som skådespelerska i Tyskland, och kom till USA 1938. Hon manusförfattade bland andra Oerfarna flickor (1928), Äventyrerskan från Dover (1931), They Shall Have Music (1939), Johnny Belinda (1948), och Song of Love (1947).